# 2002年亞洲運動會尼泊爾代表團
2002年亞洲運動會於2002年9月29日至10月14日在韓國釜山舉行，尼泊爾代表團拿下3面銅牌，在獎牌榜中名列第32位。